# قانون فاستر
قانون فاستر – که با نام قانون جزیره نیز شناخته می‌شود – قاعده‌ای در زیست‌شناسی فرگشتی است که بر پایه آن، اعضای یک گونه بسته به موجود بودن منابع طبیعی در محیط زیستشان، جثهٔ بزرگ یا کوچکتری پیدا می‌کنند. این قاعده، مهم‌ترین اصل بررسی جغرافیای زیستی است. برای نمونه، معروف است که ماموت‌های کوتوله از ماموت‌های معمولی ساکن خشکی‌ها فرگشت یافتند. راه‌های فرگشتی مشابهی نیز در فیل‌ها، اسب‌های آبی، بوآها، گوزن‌ها، و انسان‌ها دیده شده‌اند. قاعده نام‌برده نخستین بار توسط جی. بریسول فاستر (۱۹۶۳) در پی تحلیل بزرگ شدن جثه در جانداران ساکن جزیره مطرح شد که به آن نام «قانون جزیره» را داده بود.
بررسی‌های فاستر بر روی ۱۱۶ گونه جانور جزیره‌نشین نشان داد که بعضی از آن‌ها نسبت به نمونه‌های خشکی‌زیشان دارای جثه بزرگتر و بعضی دیگر دارای جثه کوچکتر شده‌اند. او در نتیجه‌گیری خود در مجله نیچر نوشت که در نبود فشار از سوی مهاجمان، جانوران کوچکتر می‌توانند جثه بزرگتری پیدا کنند و جانوران بزرگ‌جثه نیز به دلیل کمبود منابع طبیعی در جزایر، جثه کوچکتری پیدا می‌کنند. پس از او، این ایده توسط رابرت مک‌آرتور و ادوارد او. ویلسون گسترش یافت و به نظریه جغرافیای زیستی جزایر تبدیل شد. در سال ۱۹۷۸ نیز، تد کیس با نمودارها و روابط ریاضی پیچیده نشان داد که چگونه یک گونه می‌تواند در یک جزیره به جثه بزرگ برسد، ولی در جزیره دیگر جثه‌اش تغییری نکند. برای نمونه، او با بررسی نمونهٔ چاکوالای بزرگ نشان داد که توالی زمانی ورود دو گونه از مار زنگی به یک جزیره چگونه باعث بزرگ شدن یکی، و کوچک شدن دومی شده‌است.